# Випаса-Вечерка
Випаса-Вечерка (рос. Выпаса-Вечёрка) — присілок у Коливанському районі Новосибірської області Російської Федерації.
Входить до складу муніципального утворення Робітниче селище Коливань. Населення становить 0 осіб (2010).

## Історія
Згідно із законом від 2 червня 2004 року органом місцевого самоврядування є Робітниче селище Коливань.

## Населення
| 2002 | 2007 | 2010 |
| ---- | ---- | ---- |
| 0    | →0   | →0   |